# Gare de Nelaug
La gare de Nelaug est une gare ferroviaire située sur la ligne du Sørland qui se situe dans la commune d'Åmli. La gare est située au sud du lac Nelaug. Elle se trouve à 281,41 km d'Oslo.
La gare de Nelaug a une correspondance pour Arendal. C'est là que commence la ligne d'Arendal et c'est la seule gare où les lignes du Sørland et d'Arendal se rejoignent. Les passagers voyageant d'Oslo à Arendal doivent changer de train à Nelaug.

## Situation ferroviaire
Établie à 141 mètres d'altitude, la gare de bifurcation de Nelaug est située au point kilométrique (PK) 281,41 de la ligne du Sørland, entre les gares ouvertes de Vegårshei et de Vennesla. Elle est également l'origine de la ligne d'Arendal, avant la gare de Flaten, et l'aboutissement de la ligne de Treungen.

## Histoire
Si aujourd'hui la gare de Nelaug semble être une gare parmi d'autres dans une ligne allant d'est (Oslo) en ouest (Stavanger) avec juste la particularité d'avoir une ligne secondaire en direction du sud (Arendal), il n'en était pas du tout de même à l'ouverture de la gare.
La ligne de Treungen (Treungenbanen en norvégien) a été mise en service en 1908 pour un premier tronçon puis en 1910 pour ce qui est de la gare de Nelaug. La ligne était isolée jusqu'à l'arrivée de la ligne du Sørland en 1935. La ligne de Treungen partait de Treungen (au nord), passait par Åmli, Nelaug, Froland et se terminait à Arendal (au sud). La ligne était alors à voie étroite (1 067 mm).
Lors de l'arrivée de la ligne du Sørland, construite en voie standard (1 435 mm), la gare de Nelaug est déménagée d'un kilomètre au sud. La nouvelle gare est inaugurée en même temps que le prolongement de la ligne du Sørland, le 10 novembre 1935.
La partie sud de la ligne de la ligne de Treunden (Nelaug-Arendal) est refaite en voie standard. Or Arendal sera le terminus provisoire de la ligne du Sørland et non Nelaug. À partir de 1938, il faut changer de train pour aller à Arendal.
En 1967, la partie nord de la ligne de Treungen est fermée. La gare de Nelaug, à partir de ce moment là, prend la configuration qu'on lui connait aujourd'hui même si ce n'est qu'en octobre 2000 que la ligne d'Arendal est reconnue comme ligne secondaire.

## Service des voyageurs

### Accueil
La gare a un petit parking de 10 places (dont une pour les personnes à mobilité réduite). Un kiosque, ouvert jusqu'à 17h, est située à une cinquantaine de mètres de la gare.
Dans la gare, outre un service de consigne des bagages, il y a une salle d'attente ouverte pour tous les trains exception fait du samedi 21h au dimanche 9h.

### Desserte
La gare est desservie par un train longue distance et un train moyenne distance,.
Ligne longue distance :
- 50 : Oslo-Stavanger

Ligne moyenne distance :
- 53 : Nelaug- Arendal

### Intermodalité
Des bus partent de la gare en direction de Treungen et de Vrådal.
.